# The Word
Pour les articles homonymes, voir Word.
Pistes de Rubber Soul
Think for Yourself
(5) Michelle
(7)
The Word est une chanson des Beatles, parue sur leur album Rubber Soul le 3 décembre 1965. Écrite essentiellement par John Lennon et créditée Lennon/McCartney, elle est un exemple du tournant musical et philosophique que le groupe entreprend avec son sixième album. Considérée par son auteur comme leur première « chanson à message », ce morceau illustre le chemin parcouru et à parcourir, entre les simples histoires d'amour racontées dans leurs premiers morceaux et l'amour universel exprimé notamment dans All You Need Is Love. « Dites le mot et soyez comme moi, dites le mot et vous serez libres » entend-on dans la chanson. « Avez-vous entendu ? Ce mot, c'est Amour ». 
Enregistré le 10 novembre 1965, The Word démontre l'élargissement de la palette musicale des Beatles, avec l'apparition d'un harmonium joué par George Martin, créant un effet musical nouveau dans le domaine de la simple musique pop.

## Historique

### Composition

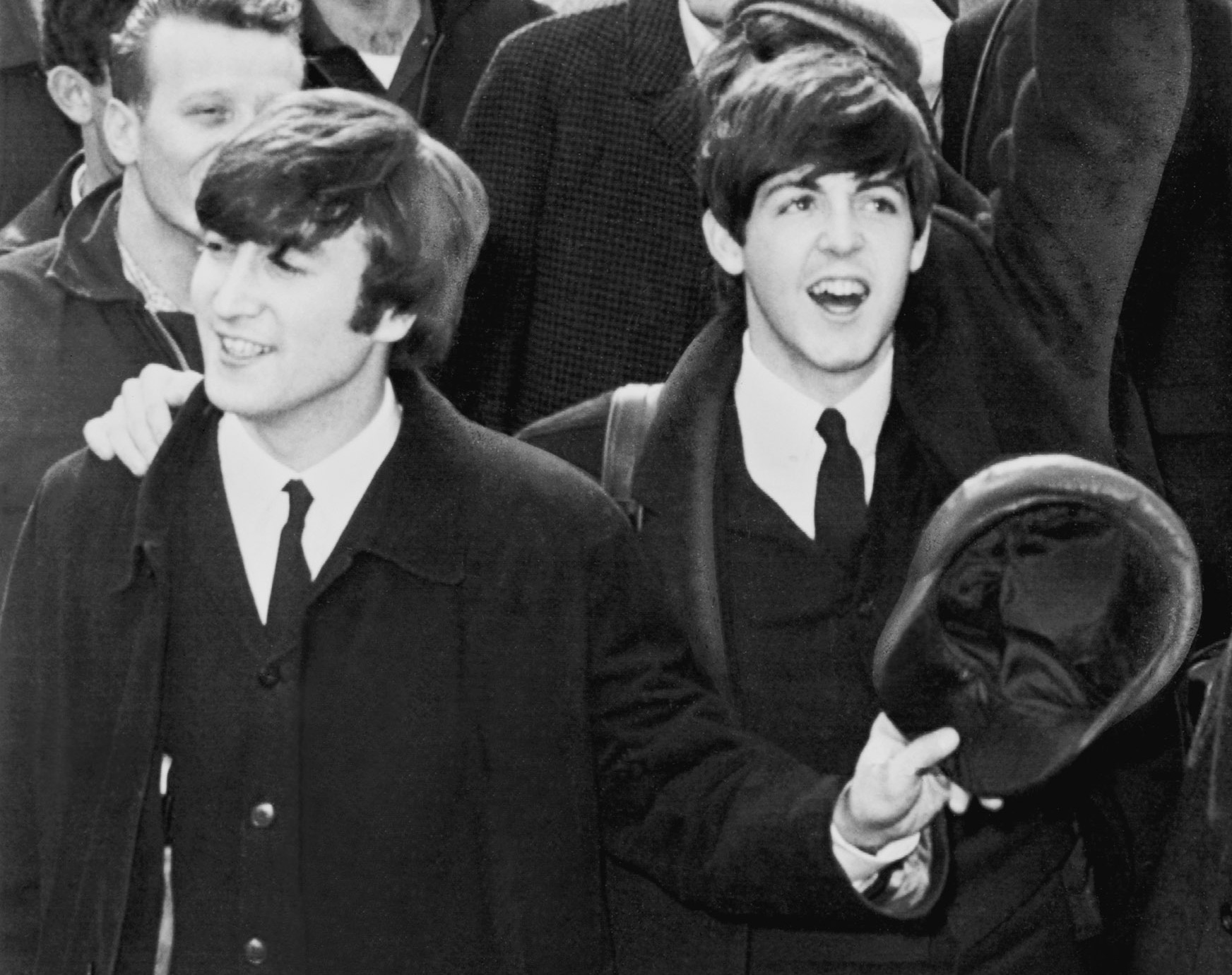
L'influence de la marijuana marque les compositions de John Lennon et Paul McCartney sur l'album Rubber Soul, et joue un rôle certain dans l'apparition d'un idéal d'amour universel dans la chanson The Word.

La production de Rubber Soul, le sixième album des Beatles en carrière, marque une profonde transition entre les quatre garçons souriants et insouciants des débuts de la Beatlemania et les avant-gardistes leaders de la contreculture de l'été de l'amour 1967. Leur découverte de la marijuana, qu'ils fument abondamment à cette époque, a une influence notable sur leurs compositions ; l'idéal de l'amour universel, repris peu de temps après par le mouvement hippie en est une caractéristique. George Harrison admet lui-même que « Rubber Soul est le premier album où [les Beatles sont] des fumeurs d'herbe pleinement assumés. »
Entre octobre et début novembre 1965, le tandem Lennon/McCartney est contraint d'écrire dans l'urgence une douzaine de nouvelles chansons pour les sessions de Rubber Soul, album à paraître avant Noël. Le premier hymne hippie des Fab Four est donc composé chez John Lennon, dans sa maison de Kenwood à Weybridge, lors de ces séances de composition. Une fois la chanson achevée, au lieu de leur habituelle copie au propre des paroles, les deux partenaires s'allument un joint et produisent un manuscrit du texte parsemé de dessins faits au crayon de couleur. Paul McCartney raconte : « On a fumé un pot d'herbe, puis on a écrit une feuille de paroles multicolore, pour la première fois. Normalement, on ne fumait pas quand on travaillait. Ça entravait le travail de composition parce que ça obscurcit les pensées. Il est mieux d'être sobre. Mais pour le coup, on a fait ce truc multicolore. »
Essentiellement composée par Lennon, celui-ci corrobore néanmoins l'implication de McCartney dans le processus, lors d'une interview en 1980. Il explique l'idée derrière la chanson, et sa propre relation avec l'amour : « Il m'est apparu que l'amour était la réponse quand j'étais plus jeune. Ma première démonstration de ce fait était la chanson The Word sur Rubber Soul. Le mot, c'est l'amour. N'importe où, le mot, c'est l'amour. Ça me semble être le thème sous-jacent de l'univers entier. Tout ce qui valait la peine revenait à cette notion de l'amour. Et c'est cette lutte qui consiste à aimer, être aimé et l'exprimer qui est fantastique. […] Même si je ne suis pas toujours une personne aimante, je veux l'être, je veux être aussi aimant que possible. »

### Enregistrement
La chanson est enregistrée dans la nuit du 10 novembre 1965, au studio no 2 d'EMI à Abbey Road. John Lennon est à la guitare rythmique, Paul McCartney au piano, George Harrison à la guitare solo et Ringo Starr à la batterie. Trois prises suffisent pour parfaire la piste rythmique, la troisième étant considérée la meilleure. À celle-ci sont ajoutés la basse de McCartney, des maracas joués par Starr et, curieux instrument pour une chanson pop, un harmonium grinçant enregistré par le producteur George Martin. Cet instrument avait déjà été utilisé par Lennon quelques semaines auparavant, lors de l'enregistrement de We Can Work It Out, à paraître en single en même temps que l'album.
Les voix sont enregistrées en overdub par la suite. La voix principale, celle de Lennon, est doublée, puis les chœurs chantés par Lennon, McCartney et Harrison sont enregistrés, dans les différents registres entendus sur l'album. La chanson est ensuite mixée en mono et en stéréo le lendemain.

### Parution et reprises
La chanson paraît sur l'album Rubber Soul, le 3 novembre 1965 au Royaume-Uni, et trois jours plus tard aux États-Unis. Pour une chanson des Beatles, The Word a été l'objet de très peu de reprises notables.

#### Publication en France
La chanson arrive en France en juin 1966 sur la face A d'un 45 tours EP (« super 45 tours ») ; elle est accompagnée  de Paperback Writer. Sur la face B figurent Rain et Nowhere Man. La photo de la pochette est prise dans les studios Twickenham le 23 novembre 1965 lors du tournage du film promotionnel de la chanson Help!.

## Analyse musicale

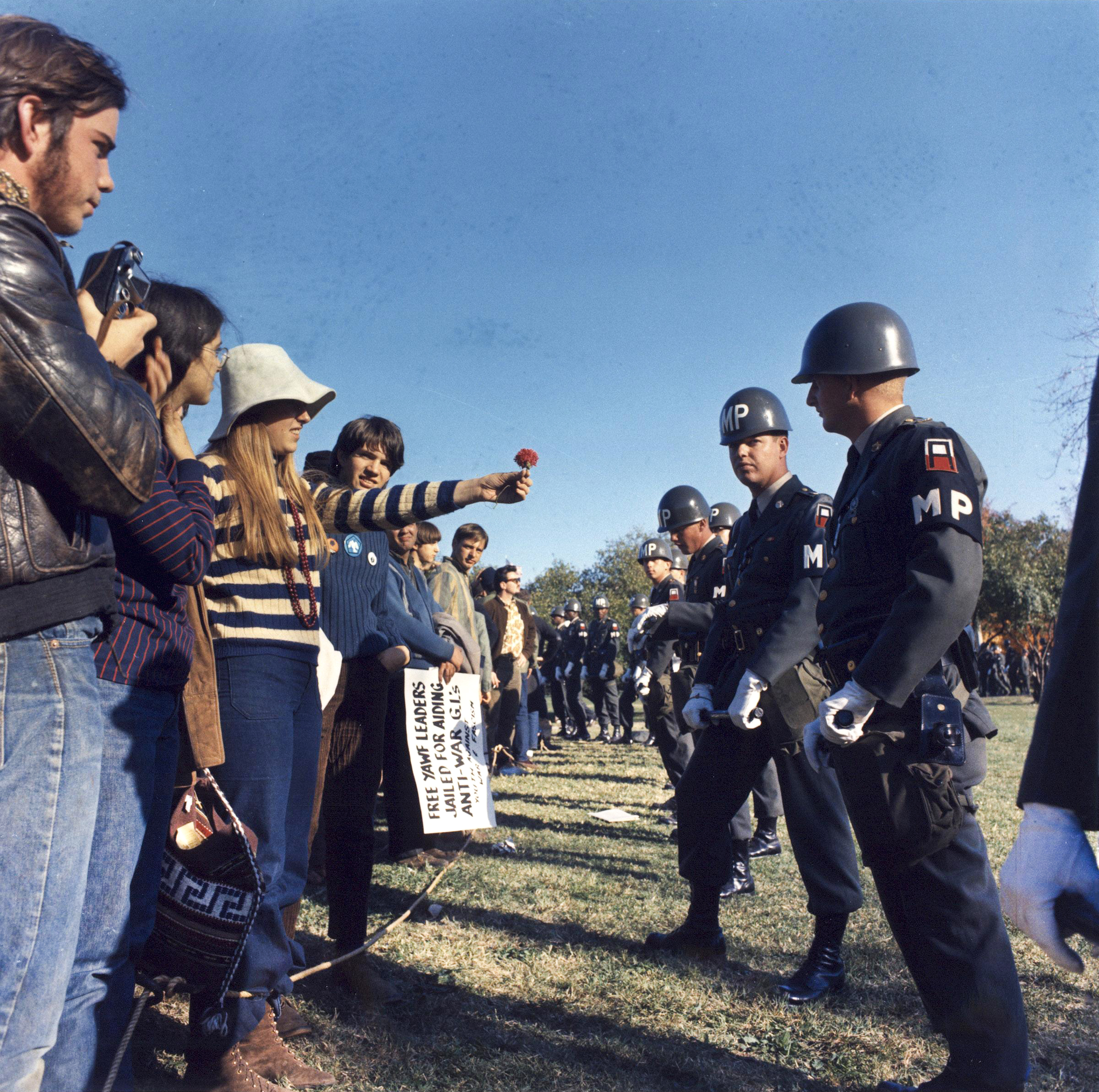
The Word préfigure l'idéal d'amour du mouvement hippie, plus d'un an avant son explosion.

À l'image de l'album sur lequel elle apparaît, The Word illustre, selon John Lennon, la prise de conscience des Beatles et la fin de leur période « tribale infantile », du fait que cette chanson d'amour ne traite plus d'une simple histoire entre un garçon et une fille, mais d'un amour beaucoup plus universel. Prélude évident à All You Need Is Love, écrit et enregistré près de deux ans plus tard, ce prototype amène donc la conception de l'amour plus loin, presque d'un point de vue religieux.
Les refrains, chantés en chœur par les Beatles, commencent par répandre la « bonne nouvelle » : « Dites le mot et vous serez libres […] C'est si beau, c'est comme la lumière du soleil, le mot, c'est l'amour. » (« Say the word and you'll be free […] It's so fine, it's sunshine, it's the word, love. »). Sur les ponts entre les refrains, Lennon chante son parcours de conversion, racontant qu'au départ, il ne « saisissait pas », mais qu'il a finalement compris que ce mot est le bon. Maintenant, pourtant où il va, il l'entend dire, et le retrouve même « dans les bons et mauvais livres [qu'il a] lus ». Finalement, chargé de sa mission, « maintenant [qu'il sait] ce qui doit être bon », le chanteur se présente à son auditoire « pour montrer à tous la lumière », le chemin,.

## Fiche technique

### Interprètes
- John Lennon – guitare rythmique, chant
- Paul McCartney – basse, piano, chœurs
- George Harrison – guitare solo, chœurs
- Ringo Starr – batterie, maracas
- George Martin – harmonium

### Équipe de production
- George Martin – producteur
- Norman Smith – ingénieur du son
- Ken Scott – ingénieur du son
- Mike Stone – ingénieur du son
- Richard Lush – ingénieur du son